# Eccellenza Liguria 1993-1994
Il campionato italiano di calcio di Eccellenza regionale 1993-1994 è stato il terzo organizzato in Italia. Rappresenta il sesto livello del calcio italiano.
Questo è il campionato regionale della regione Liguria.

## Squadre partecipanti
| Squadra              | Città                        | Stadio                   |
| -------------------- | ---------------------------- | ------------------------ |
| U.S. Angelo Baiardo  | Genova (GE)                  |                          |
| S.S. Argentina Arma  | Arma di Taggia (IM)          |                          |
| U.S. Cairese         | Cairo Montenotte (SV)        |                          |
| A.C. Entella         | Chiavari (GE)                |                          |
| U.S. Finale Ligure   | Finale Ligure (SV)           |                          |
| A.C. Folbas          | Follo (SP)                   |                          |
| A.S. Imperia         | Imperia (IM)                 |                          |
| A.C. Lavagna         | Lavagna (GE)                 |                          |
| U.S. Loanesi         | Loano (SV)                   |                          |
| G.S. Pegliese        | Pegli (GE)                   |                          |
| U.S. Pontedecimo     | Pontedecimo (GE)             |                          |
| A.C. Sammargheritese | Santa Margherita Ligure (GE) | Stadio Eugenio Broccardi |
| F.S. Sestrese        | Sestri Ponente (GE)          |                          |
| U.S. Sestri Levante  | Sestri Levante (GE)          |                          |
| F.C. Vado            | Vado Ligure (SV)             |                          |
| Ventimiglia Calcio   | Ventimiglia (IM)             |                          |

## Classifica finale
|  | Pos. | Squadra         | Pt | G  | V  | N  | P  | GF | GS | DR  |
|  | ---- | --------------- | -- | -- | -- | -- | -- | -- | -- | --- |
|  | 1.   | Sestrese        | 39 | 30 | 17 | 5  | 8  | 48 | 23 | +25 |
|  | 2.   | Imperia         | 38 | 30 | 12 | 14 | 4  | 38 | 19 | +19 |
|  | 3.   | Finale Ligure   | 37 | 30 | 14 | 9  | 7  | 43 | 25 | +18 |
|  | 4.   | Sestri Levante  | 34 | 30 | 12 | 10 | 8  | 29 | 27 | +2  |
|  | 5.   | Ventimiglia     | 33 | 30 | 10 | 13 | 7  | 33 | 25 | +8  |
|  | 6.   | Entella         | 31 | 30 | 10 | 11 | 9  | 25 | 21 | +4  |
|  | 7.   | Sammargheritese | 30 | 30 | 8  | 14 | 8  | 19 | 21 | -2  |
|  | 8.   | Cairese         | 29 | 30 | 7  | 15 | 8  | 26 | 28 | -2  |
|  | 9.   | Pontedecimo     | 29 | 30 | 8  | 13 | 9  | 24 | 27 | -3  |
|  | 10.  | Loanesi         | 29 | 30 | 8  | 13 | 9  | 21 | 28 | -7  |
|  | 11.  | Pegliese        | 28 | 30 | 9  | 10 | 11 | 21 | 24 | -3  |
|  | 12.  | Lavagna         | 27 | 30 | 7  | 13 | 10 | 22 | 33 | -11 |
|  | 13.  | Vado            | 26 | 30 | 7  | 12 | 11 | 23 | 30 | -7  |
|  | 14.  | Folbas          | 26 | 30 | 9  | 8  | 13 | 21 | 36 | -15 |
|  | 15.  | Argentina       | 26 | 30 | 9  | 8  | 13 | 26 | 37 | -11 |
|  | 16.  | Angelo Baiardo  | 18 | 30 | 4  | 10 | 16 | 26 | 41 | -15 |

## Spareggi

### Spareggio salvezza
| Squadra 1 | Risultato   | Squadra 2 |
| --------- | ----------- | --------- |
| Vado      | 2 - 1 (dts) | Folbas    |

| Rapallo ??? 1994 | Vado | 2 – 1 (d.t.s.) | Folbas |  |

## Spareggi interregionali
| Squadra 1 | Totale | Squadra 2 | Andata | Ritorno         |
| --------- | ------ | --------- | ------ | --------------- |
| Orceana   | 2 - 2  | Imperia   | 1 - 1  | 1 - 1 (6-5 dcr) |

andata
| ??? 1994 | Orceana | 1 – 1 | Imperia |  |

ritorno
|                                              | Imperia              | 1 – 1 (d.t.s.) | Orceana |  |
| \| \| \| \| \| \| Tiri di rigore 5 – 6 \| \| |                      |                |         |  |
|                                              |                      |                |         |  |
|                                              | Tiri di rigore 5 – 6 |                |         |  |